# Андре Робер
Доктор Андре Робер (фр. André Rober; 28 квітня 1929, Нью-Йорк, Нью-Йорк, США — 18 листопада 1993, Монреаль, Квебек, Канада) — канадський метеоролог, піонер моделювання атмосферної циркуляції Землі.

## Біографія та кар'єра
Народився в Нью-Йорку у 1928 році. У травні 1937 року Робер переїхав до Гран-Мер, Квебек. Він отримав ступінь бакалавра в Університеті Лаваля у 1952 році, а наступного 1953 року — ступінь магістра в Університеті Торонто. Він почав працювати в Метеорологічній службі Канади синоптиком, а потім у 1959 році почав цікавитися дослідженнями атмосферних моделей для короткого та середнього діапазону чисельного прогнозування погоди.
Для отримання доктора філософії (присудженого у 1965 році) Робер працював в університеті Макгілла над спектральною моделлю з використанням спектральних гармонік для представлення атмосферних полів у глобальному кліматі та числових моделях прогнозування погоди.
У період з 1963 по 1970 рік розробив напівприхований алгоритм інтеграції часу для ефективної інтеграції примітивних рівнянь для чисельного прогнозування погоди та кліматичних моделей. Кілька погодних центрів у світі застосували цей алгоритм для своїх моделей (Канада у 1974 році, Австралія в 1976 р., ECMWF у 1977 році, США у 1980 році).
У 1980 році Робер успішно поєднав свою напівпослідовну схему з існуючими лагранжевими методами, що дозволяє використовувати набагато довші часові кроки, а отже, забезпечує дуже ефективну інтеграцію метеорологічних рівнянь.
Роберт звільнився з Канадського метеорологічного центру в Монреалі в 1987 році і зайняв посаду викладача в Університеті Квебеку в Монреалі. Там він працював із колегами над розробкою повністю еластичної атмосферної моделі, яка пом'якшила гідростатичне наближення, що застосовується усіма масштабними кліматичними та числовими моделями прогнозування погоди, тим самим прокладаючи шлях до універсальної формулювання моделі, застосовної в усіх масштабах. Отримана модель стала відома під назвою http://collaboration.cmc.ec.gc.ca/science/rpn/map/canada_in_map/subjects/modelling/description.html [Архівовано 8 серпня 2014 у Wayback Machine.].
Кар'єра Роберта була присвячена розробці та впровадженню числових методів для вирішення взаємодіючих залежних від часу диференціальних рівнянь з частковими частками, що ефективно керують хронологічним розвитком атмосферної поведінки, зберігаючи при цьому точність; на відміну від багатьох вчених, які займалися лише точністю.

## Міжнародний вплив
За свою кар'єру Андре Робер обіймав кілька посад у національних та міжнародних організаціях:
- У 1968—1969 роках він був запрошеним професором навчального центру американських метеорологів у Вашингтоні, округ Колумбія
- З 1968 по 1972 рік він був членом підкомітету з метеорології та атмосферних наук Національної дослідницької ради Канади[en].
- З 1970 по 1976 рік Доктор Робер був членом робочої групи з чисельного прогнозування погоди Всесвітньої метеорологічної організації (ВМО) і став її президентом у 1973 р.
- З 1972 по 1976 рік він був редактором публікацій ВМО з чисельного прогнозування погоди.
- У 1972—1973 роках — президент Канадського метеорологічного та океанографічного товариства[fr]. Одночасно він був президентом групи з організації конференції ВМО з параметризації підмереж в Ленінграді (СРСР), а також іншої з моделювання в Таллахассі (Флорида).
- У 1974 році він очолив Міжнародний симпозіум із спектральних методів чисельного прогнозування погоди в Копенгагені, Данія. У 1975 році був членом канадської делегації на Сьомому конгресі Всесвітньої метеорологічної організації. З 1980 по 1983 рік член комісії з відбору на отримання стипендій в галузі метеорології, астрономії та аерономії Ради природничих наук та технічних досліджень[fr].

## Нагороди
Доктор Робер отримав нагороди:
- 1967 та 1971 — голова журі для нагород від Канадського товариства метеорології та океанографії.
- 1968 — став членом Американського метеорологічного товариства.
- 1981 — премія другої половини ХХ століття, вручена Американським метеорологічним товариством.
- 1982 — член Королівського товариства Канади.
- 1986 — отримав медаль Паттерсона[en] від Служби атмосферного довкілля (колишня назва Метеорологічної служби Канади).
- З 1987 по 1993 рік — заслужений дослідник Служби атмосферного середовища.

- Rivest, Chantal; Staniforth, Andrew; Robert, André (February 1994). Spurious Resonant Response of Semi-Lagrangian Discretizations to Orographic Forcing: Diagnosis and Solution. Monthly Weather Review. 122 (2): 366—376. doi:10.1175/1520-0493(1994)122<0366:SRROSL>2.0.CO;2.
- Robert, André (1997). Incompressible Homogeneous Fluids. Atmosphere-Ocean. 35 (Supplement 2): S17—S35. doi:10.1080/07055900.1997.9687368.
- Robert, A., 1993: Le schéma semi-lagrangien. Recherche note. 6 p.
- Robert, A., 1993: Application of a semi-Lagrangian model formulation to non-stationary supersonic flow. Recherche note. 9 p. incl. fig.
- Robert, André (July 1993). Bubble Convection Experiments with a Semi-implicit Formulation of the Euler Equations. Journal of the Atmospheric Sciences. 50 (13): 1865—1873. doi:10.1175/1520-0469(1993)050<1865:BCEWAS>2.0.CO;2.
- Tanguay, Monique; Yakimiv, Evhen; Ritchie, Harold; Robert, André (January 1992). Advantages of spatial averaging in semi-implicit semi-Lagrangian schemes. Monthly Weather Review. 120 (1): 113—123. doi:10.1175/1520-0493(1992)120<0113:AOSAIS>2.0.CO;2.
- Jakimow, Georges; Yakimiw, Evhen; Robert, André (January 1992). An implicit formulation for horizontal diffusion in gridpoint models. Monthly Weather Review. 120 (1): 124—130. doi:10.1175/1520-0493(1992)120<0124:AIFFHD>2.0.CO;2.
- Tanguay, Monique; Robert, André; Laprise, René (October 1990). A Semi-implicit Semi-Lagrangian Fully Compressible Regional Forecast Model. Monthly Weather Review. 118 (10): 1970—1980. doi:10.1175/1520-0493(1990)118<1970:ASISLF>2.0.CO;2.
- Yakimiw, E.; Robert, A. (1990). Validation experiments for a nested grid-point regional forecast model: Research note. Atmosphere-Ocean. 28 (4): 466—472. doi:10.1080/07055900.1990.9649388.
- Tanguay, M.; Robert, A. (1990). An efficient optimum interpolation analysis scheme. Atmosphere-Ocean. 28 (3): 365—377. doi:10.1080/07055900.1990.9649383.
- Desharnais, Francine; Robert, André (1990). Errors near the poles generated by a semi‐Lagrangian integration scheme in a global spectral model. Atmosphere-Ocean. 28 (2): 162—176. doi:10.1080/07055900.1990.9649372.
- Bergeron, G., J. Côté and A. Robert, 1990 : Resolution sensitivity experiments with a spectral model of the shallow water equations. Recherche note. 14 p. plus fig. and tables.
- Tanguay, Monique; Robert, André (November 1986). Elimination of the Helmholtz Equation Associated with the Semi-Implicit Scheme in a Grid Point Model of the Shallow Water Equations. Monthly Weather Review. 114 (11): 2154—2162. doi:10.1175/1520-0493(1986)114<2154:EOTHEA>2.0.CO;2.
- Yakimiw, Evhen; Robert, André (January 1986). Accuracy and Stability Analysis of a Fully Implicit Scheme for the Shallow Water Equations. Monthly Weather Review. 114 (1): 240—244. doi:10.1175/1520-0493(1986)114<0240:AASAOA>2.0.CO;2.
- Robert, André; Yakimiw, Evhen (1986). Identification and elimination of an inflow boundary computational solution in limited area model integrations. Atmosphere-Ocean. 24 (4): 369—385. doi:10.1080/07055900.1986.9649258.
- Robert, André; Yee, Tai Loy; Ritchie, Harold (March 1985). A Semi-Lagrangian and Semi-Implicit Numerical Integration Scheme for Multilevel Atmospheric Models. Monthly Weather Review. 113 (3): 388—394. doi:10.1175/1520-0493(1985)113<0388:ASLASI>2.0.CO;2.
- Robert, André (September 1983). The design of efficient time integration schemes for the primitive equations. Seminar on Numerical Methods for Weather Prediction. Т. 2. Shinfield Park, Reading: European Centre for Medium-Range Weather Forecasts. с. 193—200. Архів оригіналу за 26 жовтня 2020. Процитовано 9 червня 2021.
- Robert, André; Yee, Tai Loy; Ritchie, Harold C. (September 1983). Application of the semi-implicit and semi-Lagrangian integration schemes to a limited area atmospheric model. Seminar on Numerical Methods for Weather Prediction. Т. 2. Shinfield Park, Reading: European Centre for Medium-Range Weather Forecasts. с. 201—212. Архів оригіналу за 9 червня 2021. Процитовано 9 червня 2021.
- Robert, André (1982). A Semi-Lagrangian and Semi-Implicit Numerical Integration Scheme for the Primitive Meteorological Equations. Journal of the Meteorological Society of Japan. Series II. 60 (1): 319—325. doi:10.2151/jmsj1965.60.1_319. Архів оригіналу за 9 червня 2021. Процитовано 9 червня 2021.
- Robert, André (1981). A stable numerical integration scheme for the primitive meteorological equations. Atmosphere-Ocean. 19 (1): 35—46. doi:10.1080/07055900.1981.9649098.
- Robert, André (1979). Chapter 8: The Semi-implicit method. Numerical methods used in atmospheric models: volume II. Global Atmospheric Research Programme (GARP). Т. Number 17. World Meteorological Organization. с. 419—437. {{cite book}}: |volume= має зайвий текст (довідка)
- Robert, André (1976). Hartmann, Dennis L.; Merilees, Philip Errol (ред.). Sensitivity experiments for the development of NWP models. Proceedings of the (eleventh) Stanstead Seminar : held at Bishop's University, Lennoxville, Québec, Canada, July 7–11, 1975. Publication in meteorology. Т. 114. Department of Meteorology, McGill University. с. 68—81. OCLC 9053677.
- Robert, A., 1974: Garp activities related to computational considerations. WMO Working Group on Numerical Experimentation, Report No. 4, pp. 2–23.
- Robert, A., 1973: Computational resolution requirements for accurate medium-range numerical predictions. Symposium on difference and spectral methods for atmosphere and ocean dynamics problems. Siberian Branch of the Academy of Sciences, Novosibirsk, U.S.S.R., pp. 82–102.
- Robert, André; Henderson, John; Turnbull, Colin (May 1972). An Implicit Time Integration Scheme for Baroclinic Models of the Atmosphere. Monthly Weather Review. 100 (5): 329—335. doi:10.1175/1520-0493(1972)100<0329:AITISF>2.3.CO;2.
- Robert, André (1971). Merilees, Philip Errol (ред.). Truncation errors in a filtered barotropic model. Proceedings of the (ninth) Stanstead Seminar : held at MacDonald College Campus, McGill University, Ste-Anne-de-Bellevue, Quebec, Canada, July 12–16, 1971. Publication in meteorology. Т. 103. Department of Meteorology, McGill University. с. 13—28. OCLC 2529697.
- Kwizak, M. and A. Robert, 1971: A semi-implicit scheme for grid point atmospheric models of the primitive equations. Monthly Weather Review, Vol. 99, No. 1, pp. 32–36.
- Robert, A., F.G. Shuman and J.P. Gerrity, 1970: On partial difference equations in mathematical physics. Monthly Weather Review, Vol. 98, No. 1, pp. 1–6.
- Robert, A., 1969: An unstable solution to the problem of advection by the finite-difference Eulerian method. Office Note No. 30, National Meteorological Center, Washington, D.C.
- Robert, A., 1969: Forecast experiments with a spectral model. Proceedings of Seminars on the middle-atmosphere. Stanstead, Québec. Department of Meteorology, McGill University, pp. 69–82.
- Robert, A., 1968: Résultats de quelques applications récentes de la méthode spectrale. La Météorologie. Paris, France. pp. 453–469.
- Robert, A., 1968: The treatment of moisture and precipitation in atmospheric models integrated by the spectral method. Journal of Applied Meteorology. Vol. 7, pp. 730–735.
- Robert, A., 1968: The integration of a spectral model of the atmosphere by the implicit method. Proceedings of the International Symposium on Numerical Weather Prediction. Tokyo. pp. 19–25.
- Robert, A., 1968: Integration of a spectral barotropic model from global 500-mb charts. Monthly Weather Review, Vol. 96, pp. 83–85.
- Robert, A., 1967: The incorporation of precipitation into a spectral model of the atmosphere. Proceedings of the Seminar on the middle-atmosphere. Stanstead, Québec. Department of Meteorology, McGill University, pp. 91–114.
- Robert, A., 1966: The integration of a low order spectral form of the primitive meteorological equations. Journal of the Meteorological Society of Japan. Vol. 44, pp. 237–245.
- Robert, A., 1965: The integration of the spectral form of the primitive equations. Proceedings of the Symposium on the dynamics of large-scale atmospheric processes. Academy of Sciences of the U.S.S.R., Moscow, pp. 66–69.
- Robert, A., 1965: The behaviour of planetary waves in an atmospheric model based on spherical harmonics. McGill University. Publication in Meteorology No. 77.
- Robert, A., 1963: A baroclinic model for the Canadian numerical weather prediction program. Seminars on the Stratosphere and Mesosphere and Polar Meteorology. Stanstead, Québec. Department of Meteorology, McGill University, pp. 83–88.
- Robert, A., 1963: Baroclinic experiments with a four-level statistical dynamical model. Meteorological Memoir No. 15.
- Robert, A. and M. Kwizak, 1963: An evaluation of simple non-geostrophic forecasts. Meteorological Memoirs No. 13.